# Meteore
Meteore is een historisch Frans motorfietsmerk dat van 1949 tot 1954 125-, 150- en 175 cc tweetakten maakte.